# آلتنا، درنته

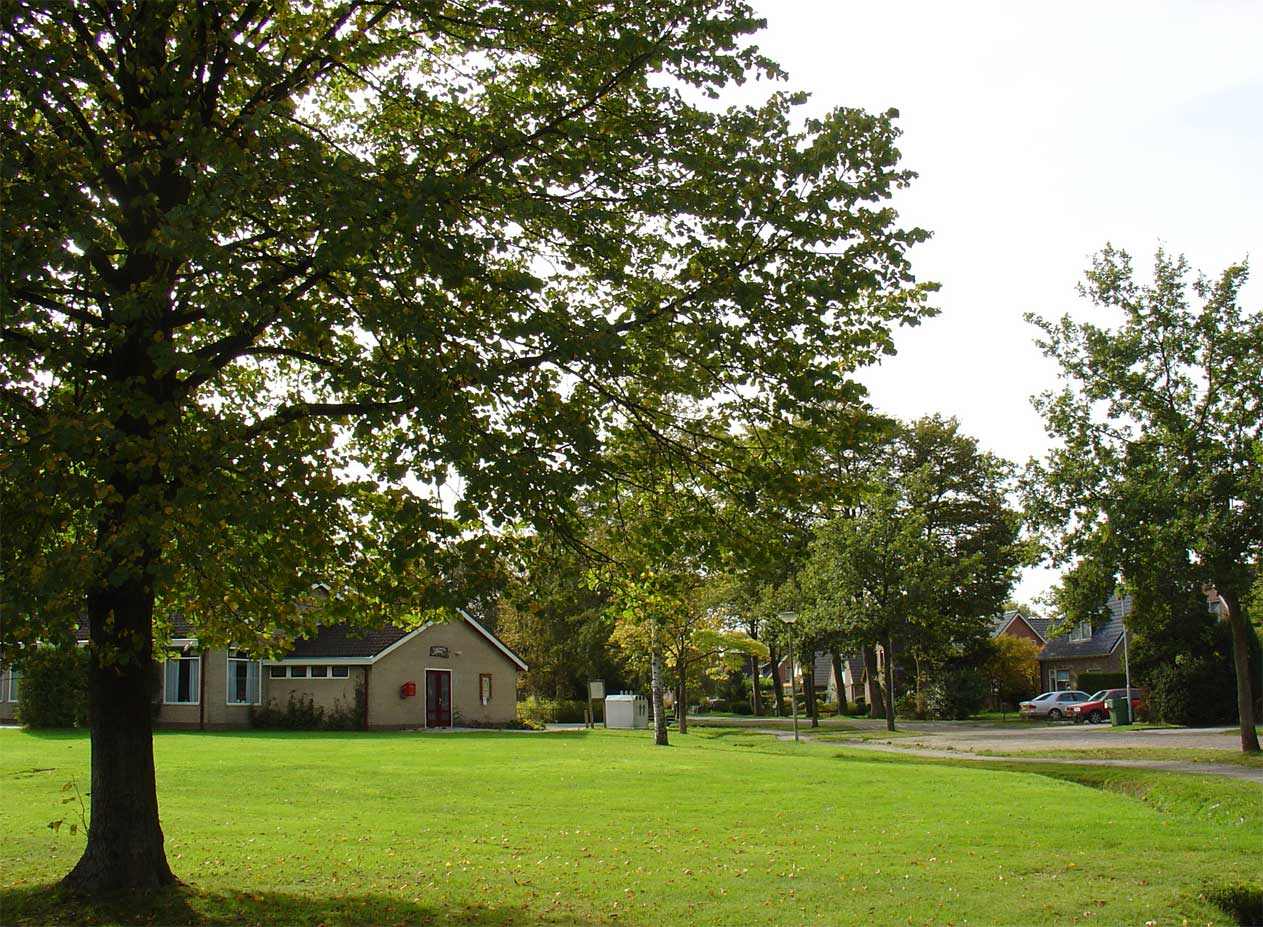
نمای روستای آلتنا در درنته

التنا، درنس (به هلندی: Altena, Drenthe) یک منطقهٔ مسکونی در هلند است که در Noordenveld واقع شده‌است.

## خصوصیات
التنا ۲۴۰ نفر جمعیت دارد.